# Звонарж, Андрей Юрьевич
Андрей Юрьевич Звонарж (укр. Андрій Юрійович Звонарж; род. 2 января 1976, Одесса) — украинский политический деятель, депутат Верховной рады Украины II-III созывов (1997—2002).

## Биография
Родился 2 января 1976 года в Одессе.
В 1997 году окончил Одесский государственный морской университет в 1997 году по специальности «инженер по эксплуатации морского транспорта».
С 1993 по 2000 год был членом Коммунистической партии Украины. С декабря 1993 года являлся первым секретарём Одесского городского комитета Коммунистического союза молодёжи, с марта 1996 года — первым секретарём Одесского областного комитета КСМ. Был заместителем генерального директора ГП «Укрспецконверсия».
С февраля 1997 года был народным депутатом Верховной рады Украины II созыва, был избран по Великомихайловскому избирательному округу № 310 Одесской области, ранее избранный по этому избирательному округу Михаил Мясковский погиб в ДТП в мае 1996 года. В парламенте входил во фракцию КПУ, был членом комитета по иностранным делам и связям с СНГ.
На парламентских выборах в 2002 году избран народным депутатом Верховной рады Украины IV созыва по партийному списку КПУ (№ 76 в списке). В парламенте состоял во фракции КПУ (с мая 1998 года по февраль 2000 года), в депутатской группе «Трудовая Украина» (с февраля 2000 года), был членом комитета по вопросам строительства, транспорта и связи.